# Valeria exanthema
Valeria exanthema là một loài bướm đêm trong họ Noctuidae.